# 逢妻車站
逢妻車站（日语：／ Aizuma eki */?）是一由東海旅客鐵道（JR東海）所經營的東海道本線之沿線車站之一，位於日本愛知縣刈谷市熊野町二丁目。逢妻車站是個設有綠窗口（みどりの窓口）但由JR東海子公司東海交通事業代為經營的業務委託車站。

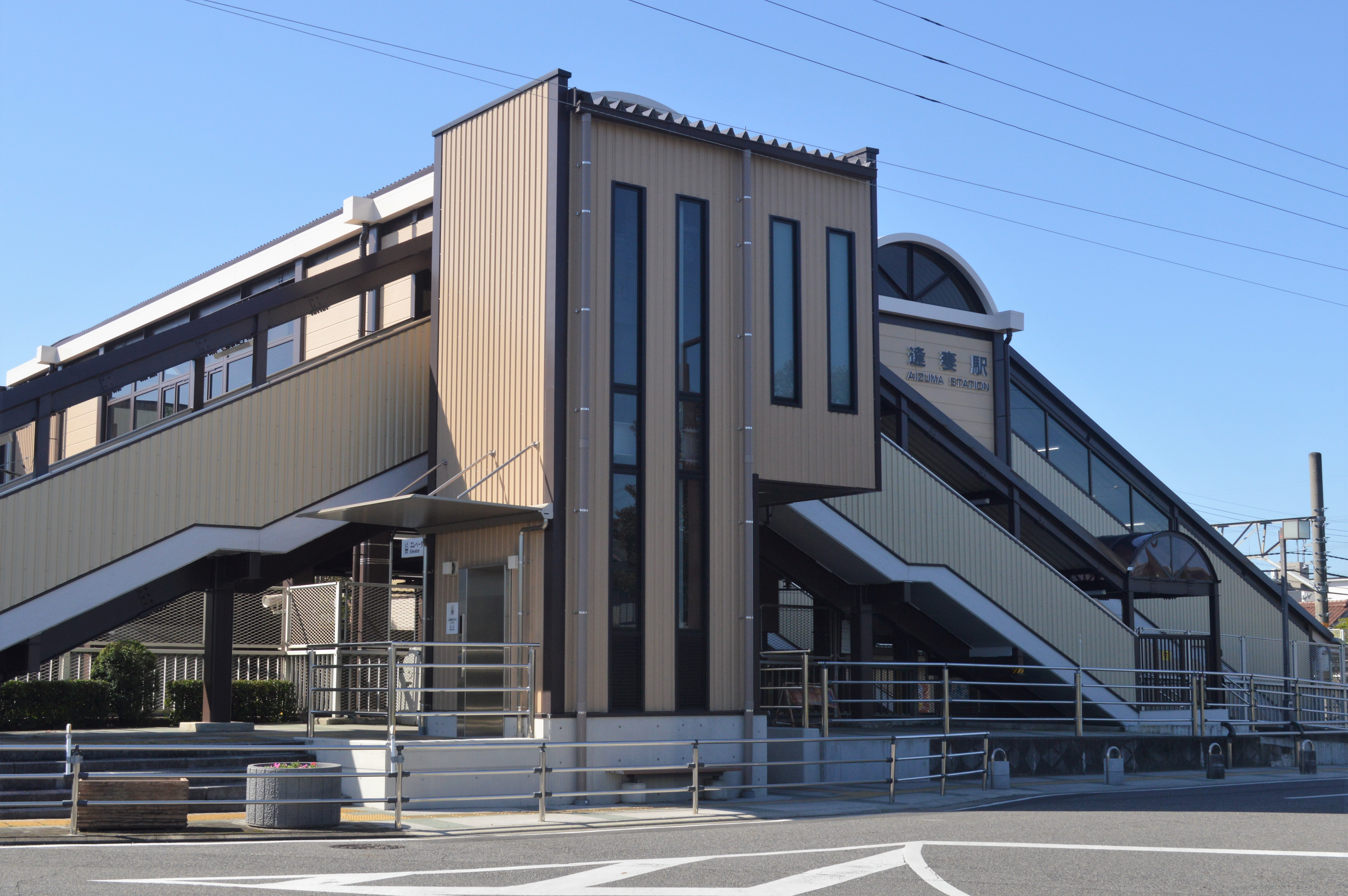
北口（2018年11月）

## 車站結構

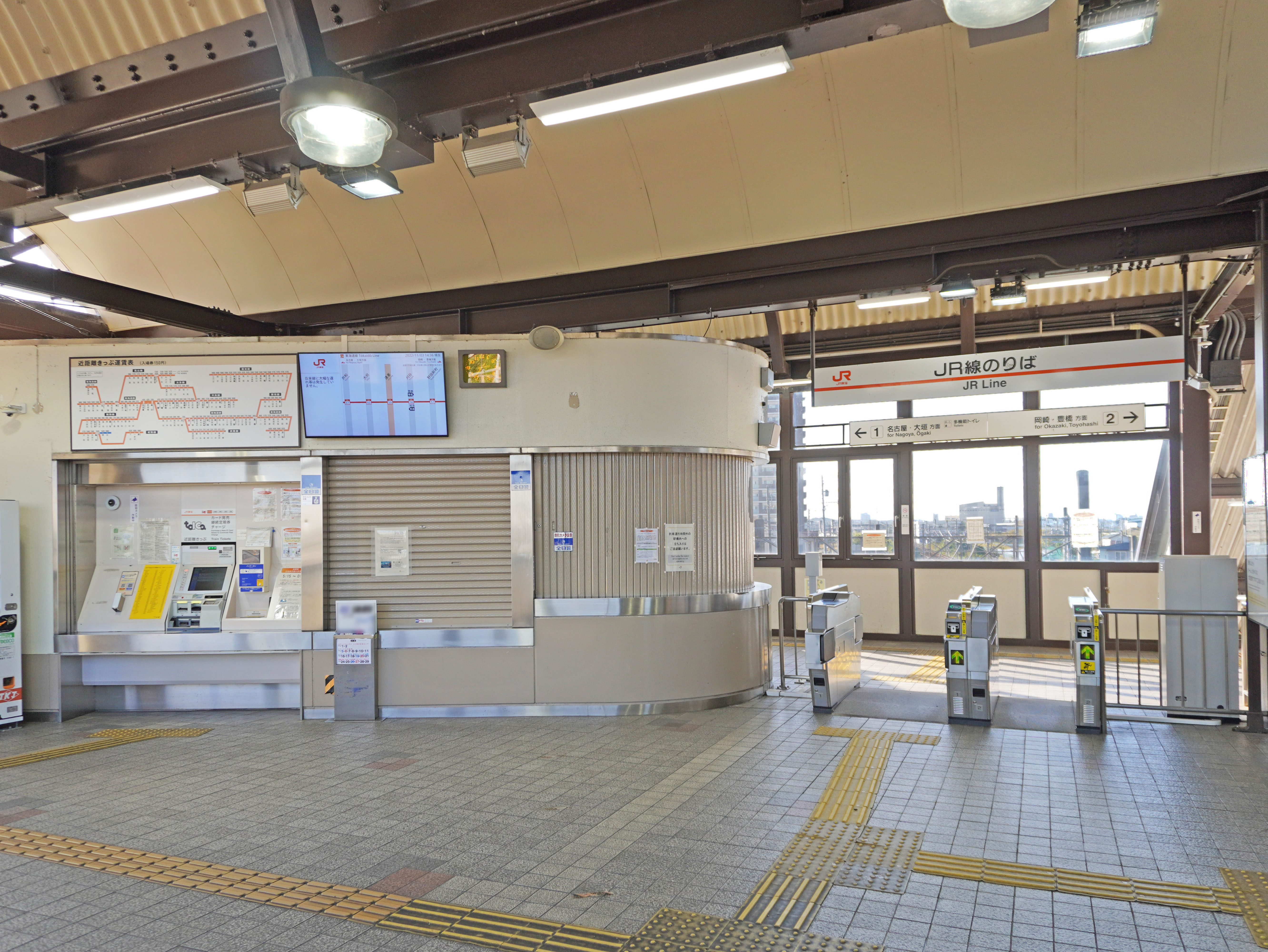
閘口（2022年11月）

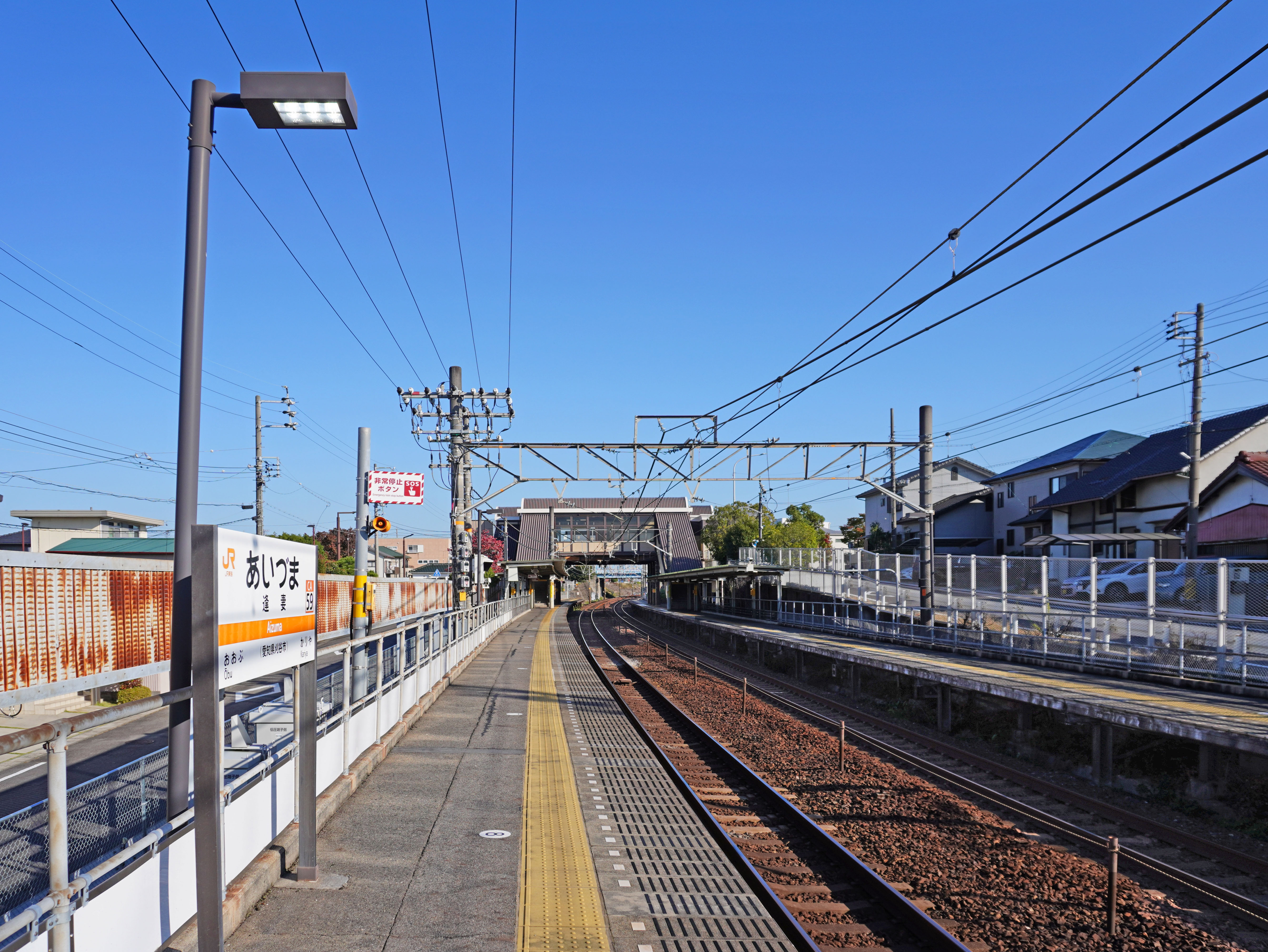
月台（2022年11月）

對向式月台2面2線的地面車站。設有貫通南北的跨站式站房。

### 月台配置
| 月台 | 路線       | 方向 | 目的地           |
| ---- | ---------- | ---- | ---------------- |
| 1    | 東海道本線 | 下行 | 名古屋、大垣方向 |
| 2    | 東海道本線 | 上行 | 岡崎、豐橋方向   |

## 使用情況
根據「刈谷的統計」，此站的一日平均上車人次如下表。
| 年度   | 一日平均 上車人次 |
| ------ | ----------------- |
| 2005年 | 1,770             |
| 2006年 | 1,844             |
| 2007年 | 1,943             |
| 2008年 | 1,986             |
| 2009年 | 1,910             |
| 2010年 | 1,970             |
| 2011年 | 1,964             |
| 2012年 | 2,008             |
| 2013年 | 2,058             |
| 2014年 | 2,112             |
| 2015年 | 2,180             |
| 2016年 | 2,260             |
| 2017年 | 2,386             |
| 2018年 | 2,463             |

## 相鄰車站
東海旅客鐵道
 東海道本線
■特別快速、■新快速、■快速、■區間快速
通過
■普通
刈谷（CA58）－逢妻（CA59）－大府（CA60）

### 來源
1. 1 2  駅構内の案内表記。これらはJR東海公式サイトの各駅の時刻表 （页面存档备份，存于）で参照可能（駅掲示用時刻表のPDFが使われているため。2015年1月現在）。

## 外部連結
- 逢妻 - 東海旅客鐵道